# Questão Netto
Questão Netto foi a maior ação coletiva de libertação de escravizados das Américas. A ação judicial é referente a libertação de 217 escravos em terras brasileiras na década de 1870.

## Antecedentes
Manoel Joaquim Ferreira Netto, um fidalgo português com muitas posses no Brasil, determinou, em seu testamento de morte, que depois de sua desencarnação, todos os seus escravos fossem libertados, o que na época se chamava "alforria post mortem". Sua morte ocorreu em 5 de abril de 1868, porém seu pedido, lavrado em testamento, não foi cumprido.
Foi quando o advogado negro e abolicionista Luiz Gama, ao ler uma matéria de jornal em junho de 1869, reportando a disputa judicial dos familiares de Ferreira Netto sobre o espólio do patriarca, interessou-se pela situação dos escravos. Gama descobriu que todos os cativos continuavam na mesma situação anterior a morte de Ferreira Netto.

## A ação

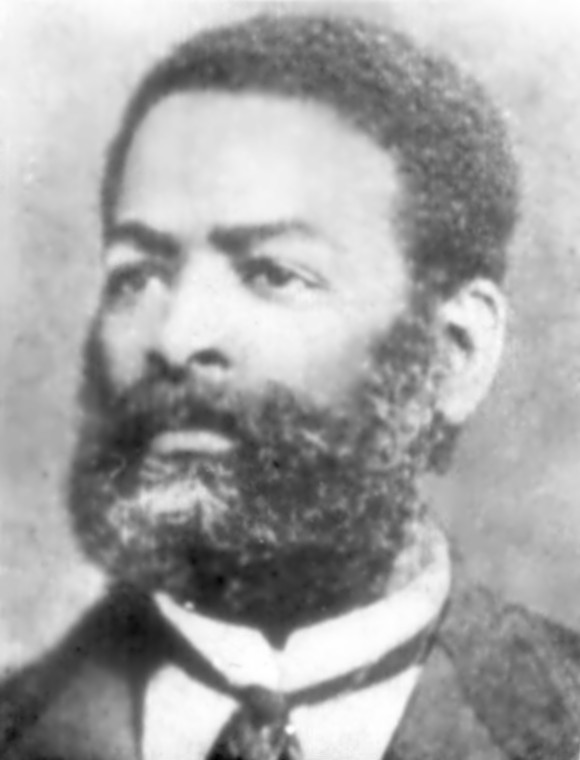
Luís Gama, o advogado abolicionista que trabalhou no caso

Após uma petição de Luiz Gama no fórum de Santos sobre a situação dos cativos e a confirmação, através de terceiros que os escravos continuam aos serviços dos herdeiros e ex-sócios, o advogado acionou a justiça brasileira para que o direito expresso em testamento de Ferreira Netto fosse cumprido na íntegra e realizou um levantamento sobre cada um dos 217 escravos.
Em contrapartida, os herdeiros de Ferreira Netto contrataram o jurista, abolicionista e poeta, José Bonifácio de Andrada e Silva, conhecido como "o moço", para representar seus direitos junto a ação movida por Luiz Gama.
Em meio ao processo, Gama foi nomeado, pelo juiz da ação, como curador dos "libertandos" (libertandos era como Luiz Gama sempre se referiu aos escravos, palavra esta que o advogado nunca pronunciava).
Sob a alegação que os herdeiros estavam cometendo um crime por escravizar pessoas já declaradas livres, Gama obteve êxito junto ao fórum de Santos, quando o juiz determinou a libertação de todos os escravos.
Através de uma manobra protelatória de José Bonifácio, a ação correu em outra instância jurídica e assim, a libertação das vítimas foi adiada. Nestas instâncias, a causa pendeu para Gama.
Em 1872, a ação chegou ao Supremo Tribunal de Justiça (STJ), no Rio de Janeiro. Nesta corte, a ação foi representada pelo advogado, jornalista e político Saldanha Marinho, pois o STJ não aceitava a atuação do advogado negro fora de São Paulo. Porém, a sustentação final foi elaborada por Luiz Gama.

### Conclusas
Os ministros do STJ acataram a tese de Luiz Gama/Saldanha Marinho, com ressalvas, quando a liberdade integral dos cativos só poderia acontecer depois de 12 anos da elaboração do testamento. O mesmo foi lavrado em 1866. Ou seja, os cativos tiveram que prestar serviços forçados para os herdeiros do Ferreira Netto até 1878, quando finalmente ficariam livres.

## Liberdade
Luiz Gama considerou a "liberdade condicional" como um derrota, porém, abolicionistas comemoraram como um vitória, pois nunca, na história do Brasil até então, não ocorrera uma alforria coletiva desta dimensão, assim como, não há registros na história, de uma ação semelhante com um número superior ao caso "Questão Netto" em todo o continente americano.
O resultado final foi pouco noticiado no país, pois a maioria da imprensa brasileira era ligada aos fazendeiros escravocratas, portanto, temiam que a repercussão pudesse gerar novos processos.
A liberdade total só ocorreu em 1878, no fim do prazo estabelecido pela STJ, porém, dos 217 escravos, somente 130 permaneciam vivos para gozar a liberdade conquistada, exatamente uma década antes da abolição da escravatura no Brasil.
Devido a atuação de José Bonifácio em favor da família dona de escravos, a amizade entre ele e Luís Gama foi rompida.

## Pesquisa histórica
A documentação referente à Questão Netto foi recuperada no século XXI pelo historiador Bruno Rodrigues de Lima, que realizou seu doutorado em História e Teoria do Direito pelo Instituto Max Planck. O documento do processo, com mais de mil páginas manuscritas, está armazenado no Arquivo Nacional foi copiado por Bruno para ser estudado na Alemanha, onde ele teve de decifrar as diversas caligrafias.